# Động vật ăn nhựa cây

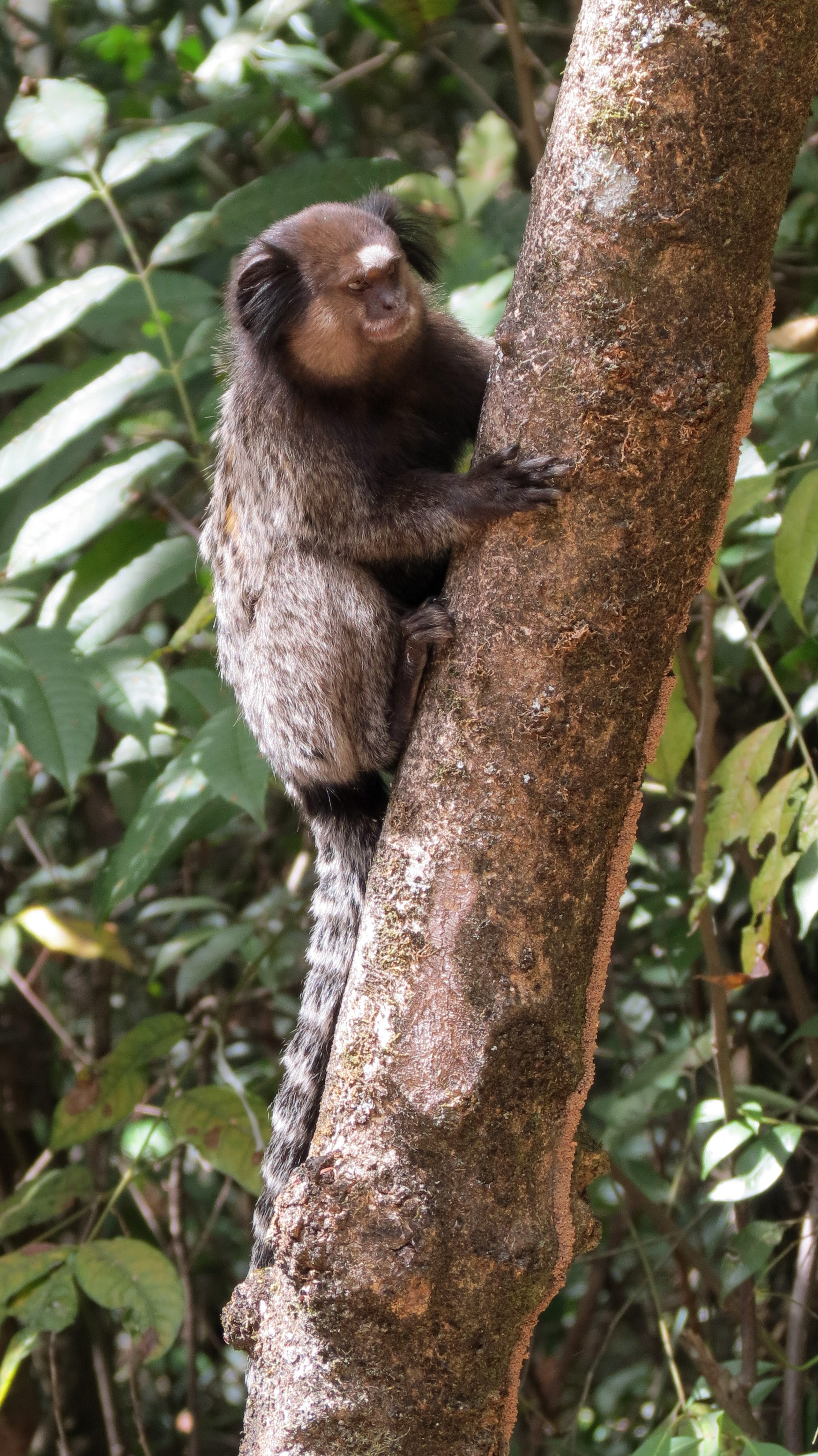
Một con khỉ đuôi sóc, loài điển hình cho động vật ăn nhựa cây

Động vật ăn nhựa cây hay còn gọi là Gummivores là một lớp phức hợp của động vật ăn tạp mà được định nghĩa là một nhóm động vật có chế độ ăn uống của chúng bao gồm chủ yếu các nướu và loại nhựa cây (khoảng 90%) và các loại bọ để cung cấp protein. Các loài động vật trong nhóm này được phân loại như sống trên cây, loài linh trưởng trên cạn, bao gồm cả loài khỉ đuôi sóc nhất định và các loài vượn cáo. Những loài động vật sống nhờ những vết thương của cây sống từ khoảng 8m khỏi mặt đất lên đến tán. 

## Đặc trưng
Một ví dụ của loài vượn cáo ba vòng ở cựu thế giới là một loại động vật gummivore có chế độ ăn uống là khoảng 90% dịch tiết cao su từ các chi nhánh hoặc thân cây của một cây. Vượn cáo có một "chiếc răng lược", tạo thành các răng hàm dưới và răng nanh có cấu trúc mạnh mẽ hơn so với hầu hết các loài vượn cáo khác và sử dụng các răng chuyên dụng để nan móc các điểm lồi như mắt vỏ cây từ bề mặt của một cái cây. Loài vượn cáo này cũng tiêu thụ cao su thấm từ bên dưới vỏ cây, qua không gian được tạo ra bởi con bọ cánh cứng. Với một cái lưỡi dài, lưỡi mỏng của chúng cho phép chúng chọt vào các khe hở trong vỏ cây. Chúng cũng có một loại vi khuẩn cộng sinh có hỗ trợ trong quá trình tiêu hóa của cao su, bắt đầu quá trình trong miệng.
Các con khỉ Callithrix penicillata (khỉ đuôi sóc penicillata) là một ví dụ của khỉ Tân thế giới mà chủ yếu sống nhờ của nhựa của cây. Để làm điều này, con khỉ sử dụng răng hàm dưới kéo dài của chúng để nhai vỏ cây và lấy nhựa, loài này phân loại nó như là một gummivore. Các răng cửa là cực kỳ chuyên biệt vì chúng là các loài khỉ đuôi sóc như là "công cụ" để có được thực phẩm. Các răng có một lớp men dầy cách bên ngoài, nhưng thiếu men vào bên trong tạo ra một công cụ đục đẽo khó khăn. Cả hai loài vượn cáo và loài khỉ đuôi sóc có một bàn tay giống như con tắc kè và móng vuốt giống như con mèo đó là cực kỳ hữu ích trong việc bám vào cây trong một thời gian dài.

## Kiểu ăn
Trước giờ ăn đến xung quanh, các loài khỉ đuôi sóc phải chuẩn bị thức ăn của chúng bằng cách đục nhiều lỗ nhỏ vào vỏ cây. Vết cắn thực sự còn lại đằng sau là khoảng 2–3 cm trên và chỉ đủ sâu để lấy nhựa. Sau khoảng một ngày trôi qua, các động vật linh trưởng sẽ trở lại với vết cắn của họ và liếm nhựa rò rỉ. Để tiêu thụ nướu và các nguồn gián tiếp khác của các chất dinh dưỡng, những con vật này phải có một hệ thống tiêu hóa để bù đắp. Nướu của cây là polysaccharides beta-liên kết mà không phải là dễ tiêu hóa. Những yêu cầu hình thức lên men vi sinh để có được các chất dinh dưỡng thiết yếu. Quá trình này mất các giống khỉ nhỏ con khoảng 17,5 giờ (+ hoặc - 1,6 giờ) để tiêu hóa hoàn toàn, trong khi ăn thịt mất một chỉ 3-4 giờ để tiêu hóa protein từ thịt. Mặc dù quá trình tiêu hóa mất một thời gian, các động vật có vú gummivorous có nhu cầu calo hàng ngày tương đối thấp, vì chúng không tiêu hao nhiều năng lượng để có được thực phẩm của chúng.
Bị giam cầm ở động vật thúc đẩy họ đi từ bản năng và hành vi tự nhiên của chúng. Các họ động vật ăn nhựa gummivorous thường được tổ chức bị giam cầm và thậm chí là vật nuôi trong gia đình. Một gummivore như giống khỉ nhỏ con có hệ tiêu hóa và các công cụ cần thiết cho răng miệng ăn mồi khác về loại nhựa cây, nhưng khi cho ăn các loại thực phẩm dinh dưỡng đầy hơn sẽ có một sự thay đổi nghiêm trọng trong dẻo của các động vật có vú. Ví dụ, nếu chế độ ăn uống của một giống khỉ nhỏ con được thay đổi, trong vài thế hệ tiếp theo của con vật đó, nó sẽ thích ứng với những loại thực phẩm, khiến sự thích nghi tự nhiên của họ vô dụng như răng đục và vi khuẩn quá trình lên men.